# Kooi Stadion
Das Kooi Stadion ist ein Fußballstadion in der niederländischen Stadt Leeuwarden, Provinz Friesland, im Norden des Landes. Es ist die neue Heimspielstätte des Fußballvereins SC Cambuur und löste das Cambuurstadion von 1936 ab. 

## Geschichte
Ende der 2000er Jahre entstanden erste Pläne für den Bau einer neuen Heimat des SC Cambuur. Im November 2013 stellte man, im Zuge des Aufstiegs in die Eredivisie 2013/14, das erste Konzept vor. Der Entwurf bot 15.000 Zuschauerplätze. Es sollten, im Gegensatz zur jetzigen Spielstätte, ein großer Bereich für Gewerbeflächen geschaffen und auf die Nachhaltigkeit und die Nutzung erneuerbarer Energiequellen geachtet werden. Als Standort wurde ein Gelände am WTC Expo Leeuwarden, ein Kongresszentrum mit Hallen für Ausstellungen und Messen, und der 2015 eröffneten Eissporthalle Elfstedenhal ausgewählt. Der SC Cambuur war bisher im Osten von Leeuwarden angesiedelt. Mit dem Neubau zieht der Club in den Westen der Stadt. Auf dem Gelände des Cambuurstadions sollen nach der Eröffnung des Neubaus 500 Wohnungen entstehen.
Für die Errichtung bildete sich ein Joint Venture aus der Bouwgroep Dijkstra Draisma (Hauptsponsor des SC Cambuur) und die Wyckerveste B.V. (Hauptaktionär des Clubs) mit Beteiligung der Stadt Leeuwarden und des SC Cambuur. Zur Durchführung des Stadionbaus wurde die Stadium Ontwikkeling Cambuur gegründet. Am 17. Juli 2017 genehmigte der Stadtrat zur Unterstützung des Projekts 4,5 Mio. Euro. Ebenfalls 2017 wurde ein neues Konzept vorgestellt. Das Studio Widdershoven Architecten (Architekt Ludo Widdershoven und Bauingenieurin Angelique Delnoij-Niesten) aus Kerkrade stellte einen Entwurf eines Fußballstadion mit 15.000 Plätzen auf vier einzelnen Tribünen, wie im Cambuurstadion, und in jeder Stadionecke befindet sich ein Flutlichtmast, vor. Die Dächer der Ränge werden mit Photovoltaikanlagen ausgestattet. Die Planungen sehen eine Nord-Süd-Ausrichtung vor, wobei die Haupttribüne auf der Westseite steht. Beim Bau werden Details aus dem alten Stadion übernommen. Unter den Rängen wird es eine große Zahl an Gewerbeflächen geben. Die Haupttribüne beherbergt die Bewirtungs- und Gastronomieflächen. Auf der Nordseite wird es einen Treffpunkt für die Fans geben. An der Südseite wird die Bildungseinrichtung Regionaal opleidingencentrum (ROC) MBO Firda untergebracht. Durch die zusätzliche Ausstattung wird die neue Heimat des SC Cambuur auch außerhalb der Spieltage genutzt. Um das Stadion wird es neue Parkplätze und Supermärkte geben. Das Gelände mit dem Stadion, dem WTC Expo und der Elfstedenhal wird Elfstedenpark genannt. Er wurde als Ausgangspunkt für die Elfstedentocht, ein erstmals 1909 ausgetragenes Langstrecken-Eisschnelllaufrennen über fast 200 km, eingerichtet.
Im November 2020 drohte das Projekt zu scheitern, da sich die Wyckerveste B.V., aufgrund von Bedenken an der Umsetzbarkeit des Baus, zurückzog. Das Bauunternehmen Van Wijnen zeigte Interesse. Am 17. Juni 2021 wurde Van Wijnen offiziell Leiter des Projekts, als der Stadtrat die bisherige Unterstützung in Höhe von 4,5 Mio. Euro in ein Darlehen in Höhe von 14 Mio. Euro umwandelte. Zur gleichen Zeit wurde bekannt, dass das ROC Friese Poort (seit 2023: Firda) Mieter in der Südtribüne wird. Dort sollen 1000 Schüler unterrichtet werden. Im Oktober 2021 mussten die Pläne, aufgrund von Kostensteigerungen bei den Baustoffen, angepasst werden. Es wurde u. a. die Überdachung an den unbebauten Stadionecken eingespart. Am 15. März 2022 konnten die Verträge zum Bau unterschrieben werden, worauf am 7. Juli des Jahres der erste Spatenstich ausgeführt wurde. Vor versammeltem Publikum drückten zwei Fans des SC Cambuur, der älteste und der jüngste Dauerkarteninhaber, den Knopf, der das Einsetzen des ersten Pfahls auslöste. Dies war symbolisch, da der erste Pfahl schon am 30. Juni in den Boden eingesetzt wurde. Die vorbereitenden Arbeiten am Gelände begannen bereits vorher mit der Räumung.
Der Bau sollte im Sommer 2023 zur Saison beziehungsweise Schuljahr 2023/24 fertiggestellt werden. Diesen Plan musste der SC Cambuur im Dezember 2022 aber ändern und gab bekannt, dass die Anlage erst zwischen Dezember 2023 und Frühjahr 2024 fertig sein wird.
Am 18. August 2024 konnte die Premiere in der noch nicht ganz fertiggestellten Fußballarena gefeiert werden. Im ersten Heimspiel der Eerste Divisie 2024/25 traf Cambuur vor 13.150 Zuschauern auf Helmond Sport und unterlag mit 0:1. Cambuur vergab in der 75. Minute einen Handelfmeter. Da Spieler von Helmond zu früh in den Strafraum liefen, wurde er wiederholt. Auch diesen Strafstoß hielt Torwart Wouter van der Steen.

## Name
Der Bau trug den Projektnamen Stadion058. Dies bezieht sich zu einem auf die Telefonvorwahl 058 der Stadt Leeuwarden. Zum anderen  feierte der SC Cambuur 2022, zum Baubeginn, sein 58-jähriges Bestehen. Am 1. Februar 2024 wurde Kooi Camerabewaking Namenssponsor der Anlage. Das Unternehmen für Videoüberwachungsanlagen und der SC Cambuur schlossen einen Vertrag über zehn Jahre.